# Klundert

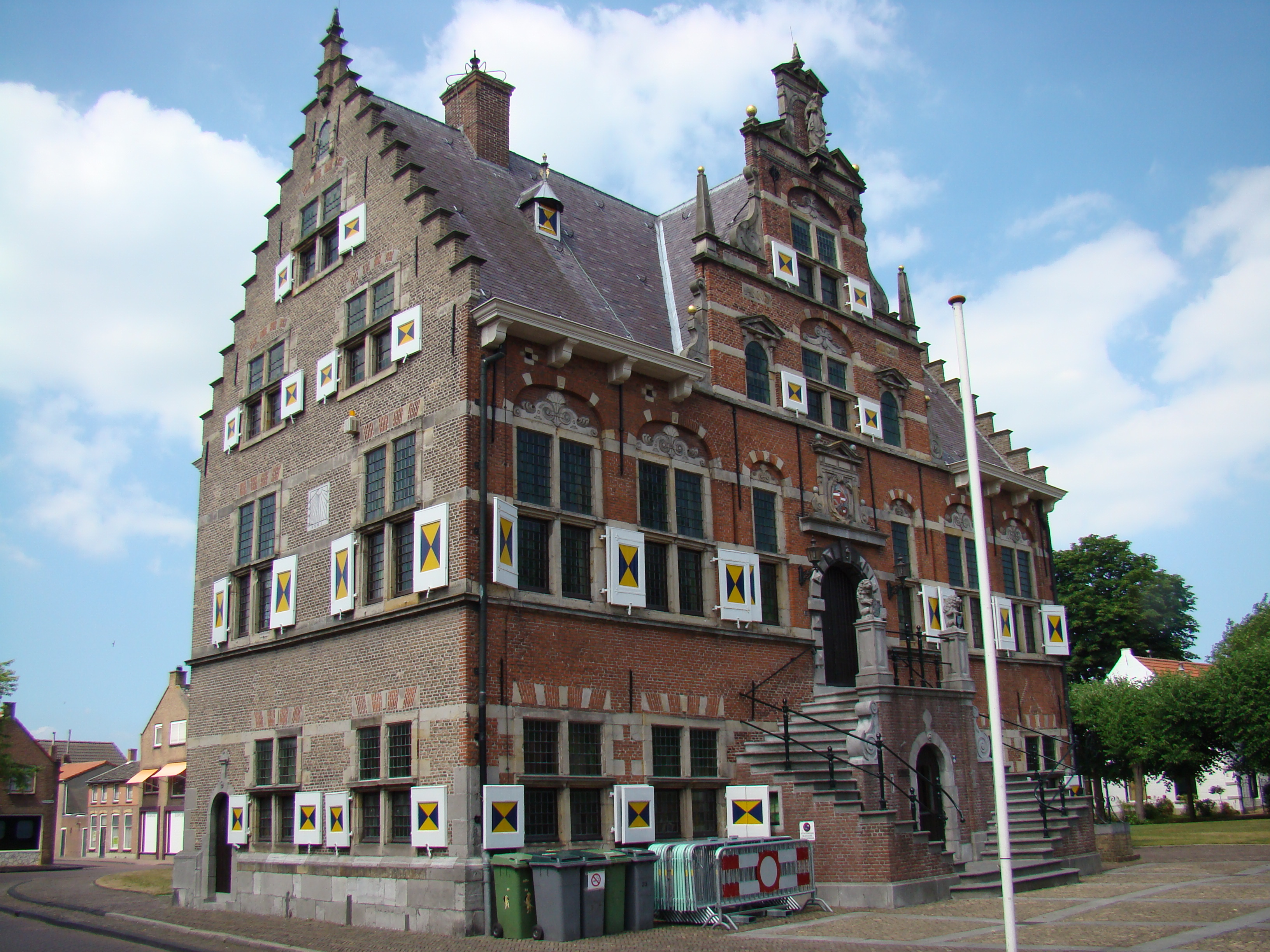
Het in 1621 gebouwde stadhuis van Klundert

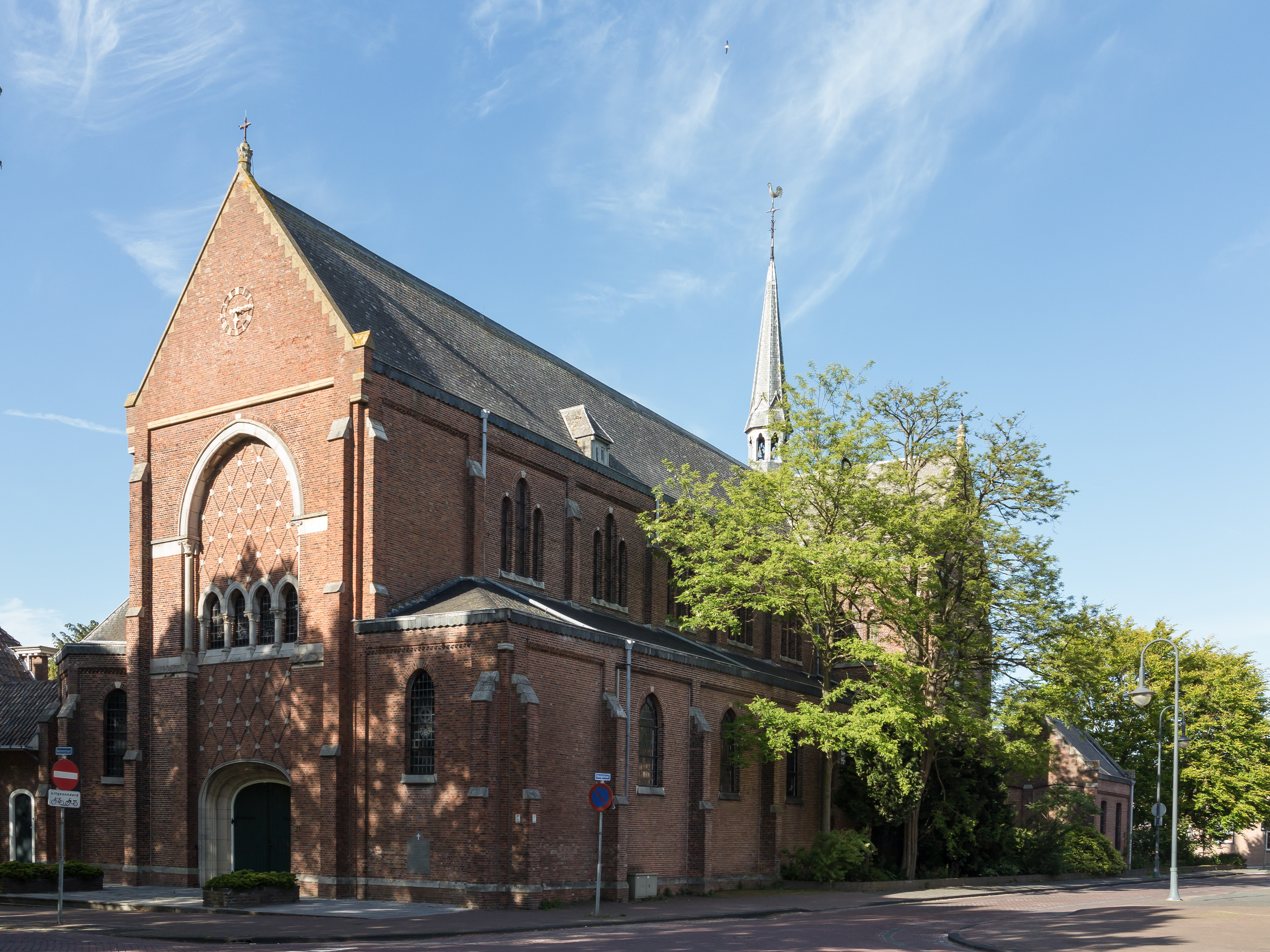
Johannes de Doperkerk

Klundert (West-Brabants : de Klundert) is een Nederlandse vestingstad in de gemeente Moerdijk, in de provincie Noord-Brabant. Klundert ligt tussen Zevenbergen, Moerdijk en Fijnaart.

## Etymologie
De naam Klundert zou terug te voeren zijn op kluun, kluit, dat zwartveen betekent.

## Geschiedenis
Rond 1250 ontstond, gelegen aan gunstig vaarwater, het dorp Die Overdraghe. Het lag aan een riviertje met diezelfde naam, tussen de Mark en de 'Buttervliet', dat later tot het Hollandsch Diep zou uitgroeien. Toen het riviertje verzandde, werd een nieuw vaarwater gegraven: De Niewervaert. Het dorp kreeg vervolgens de naam Niervaart.
In 1357 kreeg Niervaart, dat tot 1813 tot het Gewest Holland behoorde, stadsrechten van de heer en vrouwe van Strijen. In 1362 werd het een eigen Heerlijkheid, die aan Jan I van Polanen toeviel. Deze was ook heer van Breda en via hem vererfde de heerlijkheid aan de Nassau's, later prinsen van Oranje. Tot 1881 is veel land binnen de gemeente van een of meer leden van dit adellijk, vanaf 1815 koninklijk, huis gebleven. In dat jaar werden de landerijen staatseigendom.
Al vroeg in haar geschiedenis werd Klundert geplaagd door rampen. In 1420 brandde de stad af. Het jaar daarop werd het gehele gebied overstroomd tijdens de Sint-Elisabethsvloed. Maar spoedig begon de terugwinning van land op het water. In 1558 werd een dijk aangelegd langs het Hollands Diep en op de plaats waar eens Niervaart had gelegen ontstond de Groote Polder. Op die plaats werd toen het dorp De Clundert gesticht. Het werd planmatig ingericht met een regelmatig stratenpatroon. Hoewel als plaatsnaam later Klundert werd vastgesteld, wordt het stadje lokaal nog De Klundert genoemd.
De stichting van Klundert was oorspronkelijk een project om via pacht en belastingen winst op te leveren. In 1568, bij het begin van de Tachtigjarige Oorlog, kwam de strategische positie op de grens van Holland en Brabant op de voorgrond te staan. In 1572 deed de reformatie haar intrede in Klundert en kwam er een predikant.
In 1583 kreeg de stad een omwalling, de Vestingwerken van Klundert, aangelegd op last van Willem van Oranje. Vanaf toen was Klundert, samen met het nabijgelegen Willemstad, een onderdeel van de Stelling van het Hollandsch Diep en het Volkerak. Klundert is echter nooit belegerd door de Spanjaarden: het werd goed beschermd, onder meer door een schip van oorloghe dat in de Roode Vaart was gelegen. Ook prins Maurits had een zwak voor de stad: hij schonk het zijn raadhuis. Dit alles had ermee te maken dat de prinsen hier persoonlijke bezittingen hadden. In het Prinsenhof zetelde de rentmeester.
Met Koninginnedag zong men vroeger liederen als:
Komt Hollandse jongens zingt mee met dit lied
vermeldend wat eens in Klundert is geschied,
de stad waar prins Willem zoveel heeft verricht
en die aan prins Maurits zoveel is verplicht (etc.)
In 1793 ondervonden de toen oprukkende Franse troepen hier de eerste tegenstand, die hen uiteindelijk zouden dwingen tot terugtrekking. Nederland bleef vervolgens ongeveer twee jaar onafhankelijk.
Tegen het einde van de Tweede Wereldoorlog werd Klundert in 1944 door terugtrekkende Duitse troepen in brand gestoken. Nadat de plaats net enigszins was hersteld, overstroomde bij de Watersnood van 1953 90% van haar grondgebied. In de jaren erna vond opnieuw herstel en daarnaast grote uitbreidingen plaats.
De omwalling is van 1931 tot 1979 onderworpen geweest aan een grondige restauratie. De omwallen zijn een bezienswaardigheid geworden.
De ligging aan goed vaarwater bevorderde de bedrijvigheid. Oorspronkelijk kon men vanaf het noorden van het Hollandsch Diep naar Klundert varen. Toen de haven in Klundert verzandde, kwam in Noordschans een haven te liggen. Ook kon vroeger via Roode Vaart en Mooie Keene via Klundert naar de Dintel worden gevaren. In 1840 was er in de plaats economische activiteit in de vorm van een houtzaagmolen, een oliemolen, een zeepziederij en een bierbrouwerij.
Vanaf omstreeks 1970 werd het Haven- en industriegebied Moerdijk voor een groot deel op Klunderts grondgebied aangelegd. Vanaf 1997 maakt Klundert deel uit van de gemeente Moerdijk.

## Sacrament van Niervaert
Volgens een overlevering vond een boer, Jan Boutoen, in het begin van de veertiende eeuw tijdens het turfsteken een hostie, die bij aanraking bloed vloeide. De pastoor van het plaatsje nam de hostie op en bracht deze naar de kerk van Niervaert, waar ze bijna honderdvijftig jaar vereerd werd als het Sacrament van Niervaert. Omdat vele overstromingen, onder andere de Sint-Elisabethsvloed van 1421, Niervaert bedreigden, vroeg Jan IV van Nassau aan (zijn zwager) de bisschop van Luik toestemming om de hostie naar de Onze-Lieve-Vrouwekerk van Breda over te brengen. Jan IV kreeg toestemming en de miraculeuze hostie werd op 13 maart 1449 naar Breda overgebracht.

## Bezienswaardigheden
Klundert is een voorstraatdorp dat haaks op de dijk (Stoofdijk) is gebouwd. De centrale as wordt gevormd door de Bottekreek, die ooit een haventje was. Aan weerszijden hiervan ligt een voorstraat (Molenstraat en Voorstraat), en parallel daaraan een achterstraat (Oosterstraat en Westerstraat). Deze straten komen aan de noordzijde uit op twee pleinen. Aan één daarvan bevindt zich het stadhuis, aan het andere staat de Hervormde kerk. Na de verwoesting van het dorp in 1944 bleef het stratenpatroon intact, werden de huizen aan de Bottekreek door groenstroken vervangen, en verrees nieuwbouw in de stijl van de Delftse School.
- Het stadhuis werd gebouwd in opdracht van Prins Maurits in 1621. Het bevindt zich aan de Stadhuisring 1 en werd in maniëristische stijl ontworpen door Melchior van Herbach.
- De vestingwerken van Klundert
- De Johannes de Doperkerk, aan Molenstraat 31-33, is van oorsprong een neogotische kruiskerk uit 1890, ontworpen door Piet van Genk. De kerk verving een voorganger uit 1806, die in 1890 werd gesloopt. De Johannes de Doperkerk werd in 1944 zwaar beschadigd. De toren werd niet meer herbouwd en de herbouwde kerk kreeg een neoromaanse westgevel. Ze werd in 1947 opnieuw in gebruik genomen. Nadat de parochie de diensten naar Fijnaart verplaatste, werd de kerk een cultureel centrum. In 2017 heeft de nieuwe eigenaar de naam gewijzigd in 'De Stad Klundert' en is de oude pastorie een restaurant.[3]
- De Hervormde kerk, aan Kerkring 1, werd ingewijd in 1952 en verving de in 1944 verwoeste voorganger. Het is een eenvoudige zaalkerk die werd ontworpen door Anthonie Pieter Smits.[4] De kerk bezit een mooi Flentrop orgel. Deze kerk hoort bij de PKN. Elke zondag zijn er twee diensten: om 10.00 uur en om 18.30 uur.
- De Gereformeerde kerk, aan het Von Kropfplein 1, werd gebouwd in 1899. De kerk bezit een Van Dam-orgel uit 1891. Deze kerk hoort bij de PKN. Elke zondag zijn er twee diensten: om 10:00 uur en om 16:30 uur.
- Het Kreekgebouw aan de Molenberglaan 2 stamt uit 1953 en werd over de Bottekreek heen gebouwd. Het heeft sgraffitiversiering door Joop Sjollema.
- Veel woonhuizen zijn verwoest in 1944. Aan Stadhuisring 16 staat nog een huis in empirestijl uit 1804, en Kerkring 21-22 is een neoclassicistisch voormalig doktershuis uit 1870. In de Krugerstraat staat een herenhuis uit 1880, dat door een granaatinslag tijdens de Tweede Wereldoorlog behoorlijk is scheefgezakt.
- De Verlaatsheul is een overwelfde sluis uit 1769. Ze ligt aan de noordzijde van de kom, daar waar de Bottekreek de omwalling doorsnijdt.
- Enkele boerderijen, zoals Noordhoeksedijk 4, met een hoge zaadzolder uit 1766. Voorts Gorsdijk 1, met een woonhuis uit 1801.

## Musea
- Vlasserij-Suikermuseum[5]

## Natuur en landschap
Klundert ligt in een gebied van zeekleipolders, die voor het merendeel herdijkt zijn na de Sint-Elisabethsvloed van 1421.
De nabij Klundert aanwezige kreekrestanten en waterlopen (zoals de Aalskreek en Keenehaven) zijn overblijfselen van zee-armen die ná deze vloed diep het binnenland indrongen, waaronder de Mooie Keene. De Aalskreek vormde de verbinding met het Hollandsch Diep.
Onmiddellijk ten oosten van Klundert bevindt zich een van loofbos en ligweiden voorziene bufferzone die eigendom is van Staatsbosbeheer. Nabijgelegen natuurgebieden zijn de Buitengorzen langs het Hollandsch Diep, en Ruigenhil, bestaande uit een aantal kreekrelicten op enkele kilometers ten westen van Klundert.

## Winkelen
In Klundert is er weekmarkt op donderdag. Koopavond is op vrijdag.
Op de Voorstraat bevinden zich diverse winkels en een keer per week staat de visboer op het plein.

## Sport en recreatie
In Klundert is de voetbalvereniging VV Klundert ontstaan uit de fusie van VVN en Olto actief. Verder is er de tennisvereniging Van Polanen, de korfbalvereniging DSO en ruitersportcentrum de Niervaert. De Klundertse vestingwateren worden gepacht door de lokale visvereniging KHSV 't Wachtertje. Zij onderhouden de visstand in deze wateren en organiseren diverse competities.
Op zondag 21 augustus 2022 liep de route van de derde etappe (van Breda naar Breda) van de Ronde van Spanje 2022 door Klundert.

## Groenprijs
Klundert won in 1998 de tweede prijs bij Entente Florale, de Europese wedstrijd voor groenvoorziening in gemeenten.

## Voorzieningen
- Bibliotheek
- CBS De Molenvliet
- CBS Het Bastion
- R.K. Basisschool De Rietvest
- SBO Het Palet
- Sportplaza Moerdijk – Zwembad De Niervaert
- Voetbalvereniging Klundert
- Korfbalvereniging DSO

## Verkeer en vervoer
Klundert is bereikbaar vanaf de A17 en de N285. Het openbaar vervoer in Klundert wordt verzorgd door Arriva met streekbus 173 (Fijnaart - Klundert - Breda) en buurtbus 210 (Klundert - Standdaarbuiten - Oudenbosch). Op zaterdag rijdt buurtbus 200, die normaal gesproken alleen tussen Dinteloord en Fijnaart rijdt, vanuit laatstgenoemde plaats door naar Klundert vanwege de weekmarkt in Klundert.

## Trivia
- De Nederlandse koning voert de adellijke titel Heer van Klundert. Zie Titels van de Nederlandse koninklijke familie.

## Geboren in Klundert
- Kornelis Eland (1838-1927), politicus en militair
- Radulphus Hermus (1869-1961), missionaris in Curaçao
- Piet van der Horst sr. (1903-1983), wielrenner
- Rachel Fernhout-Pellekaan (1905-1989), kunstschilder
- Nico van Gageldonk (1913-1995), wielrenner
- Johan van Dommele (1927-2024), organist
- Piet van der Horst jr. (1939), wielrenner
- Pieter Korteweg (1941), econoom
- Dietmar Pillhock (1944-2001), schaker
- Jaap Lodders (1963), politicus
- Helma Lodders (1968), politica
- July Schneijderberg (2002), voetbalster

## Foto-impressie
Hieronder staat een korte foto-impressie van Klundert.

### Kerken

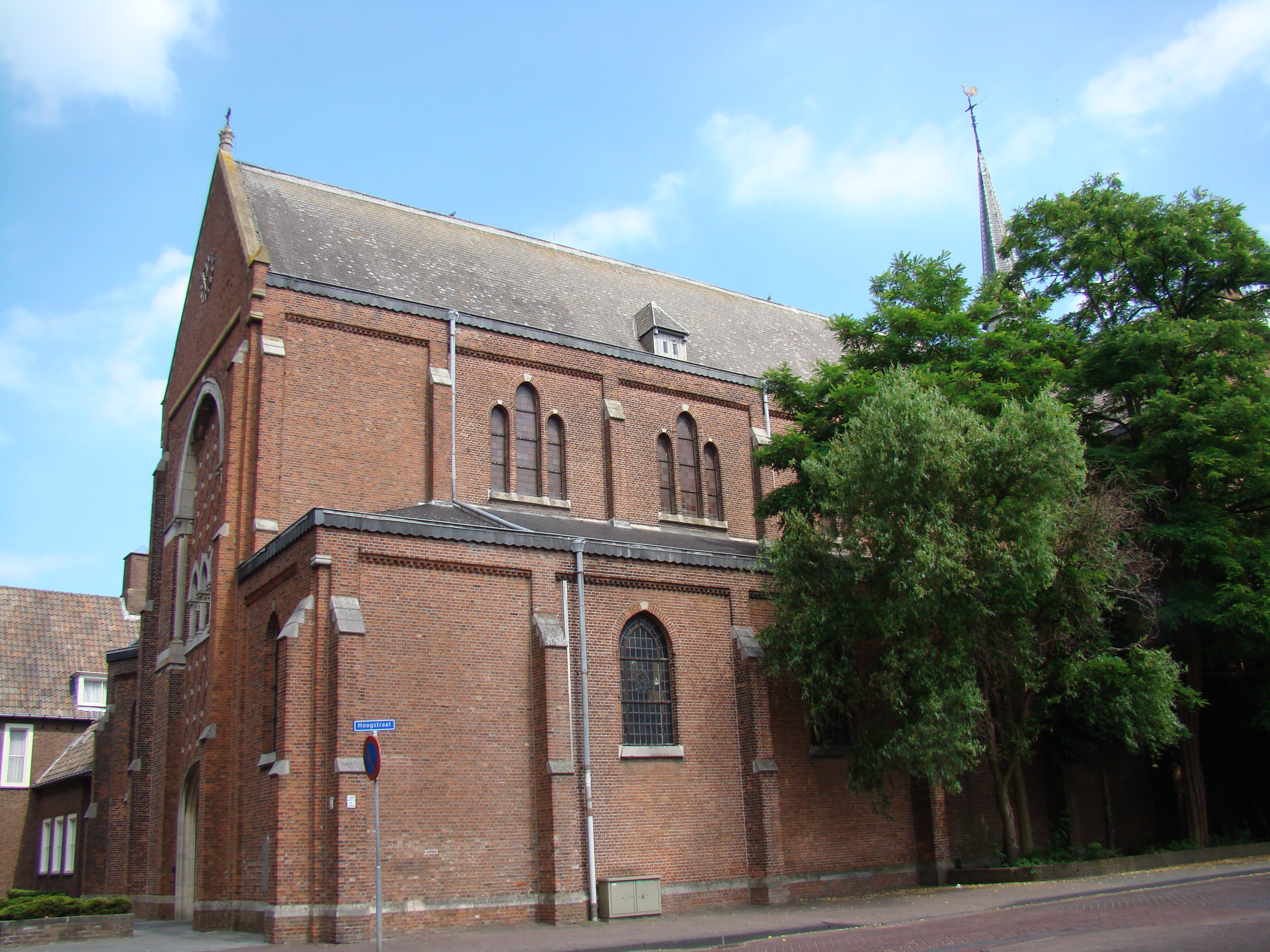
RK-kerk
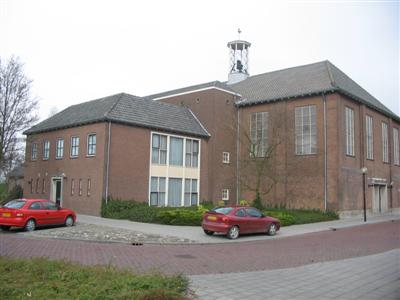
Gereformeerde kerk
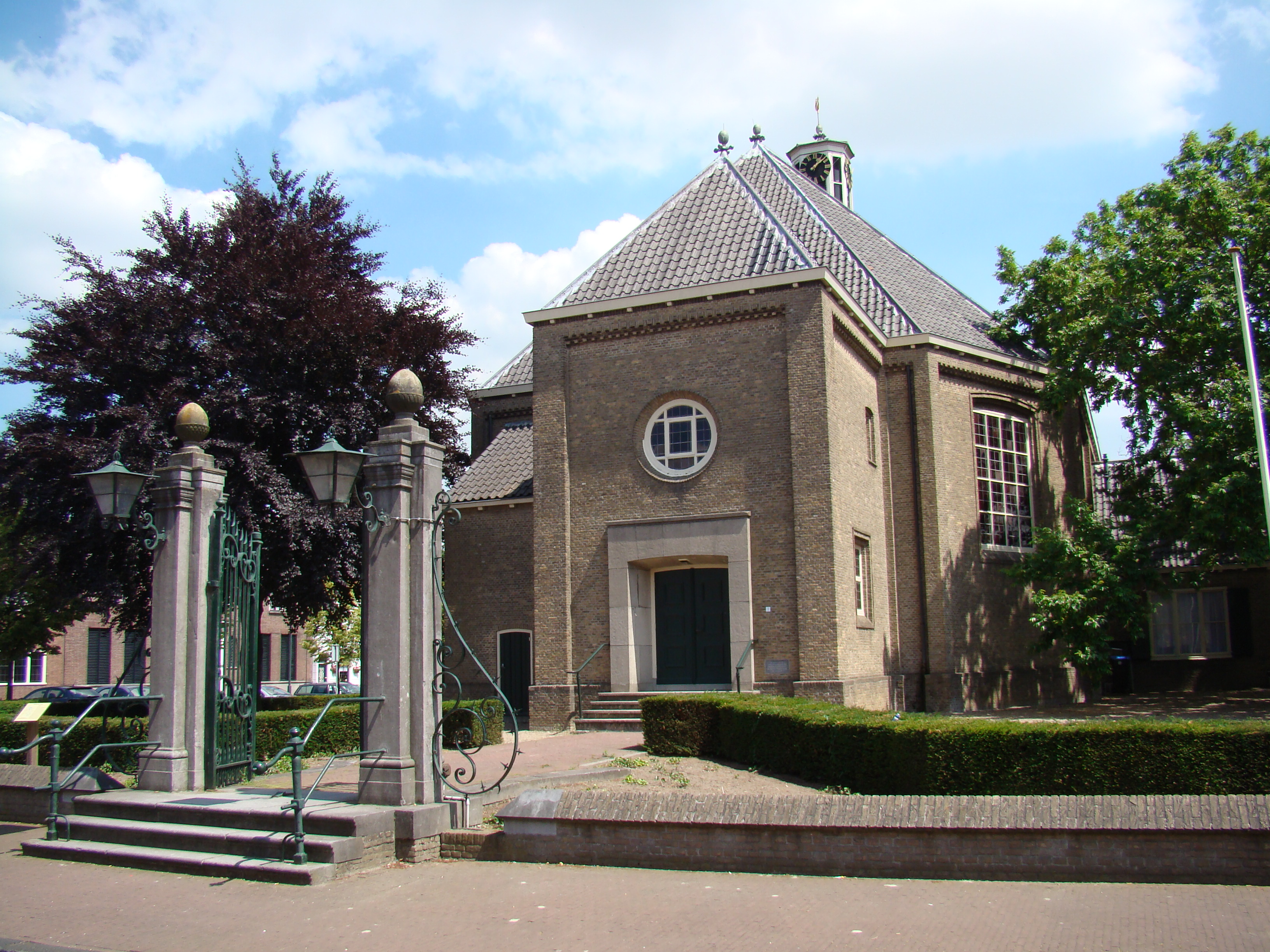
Hervormde Kerk
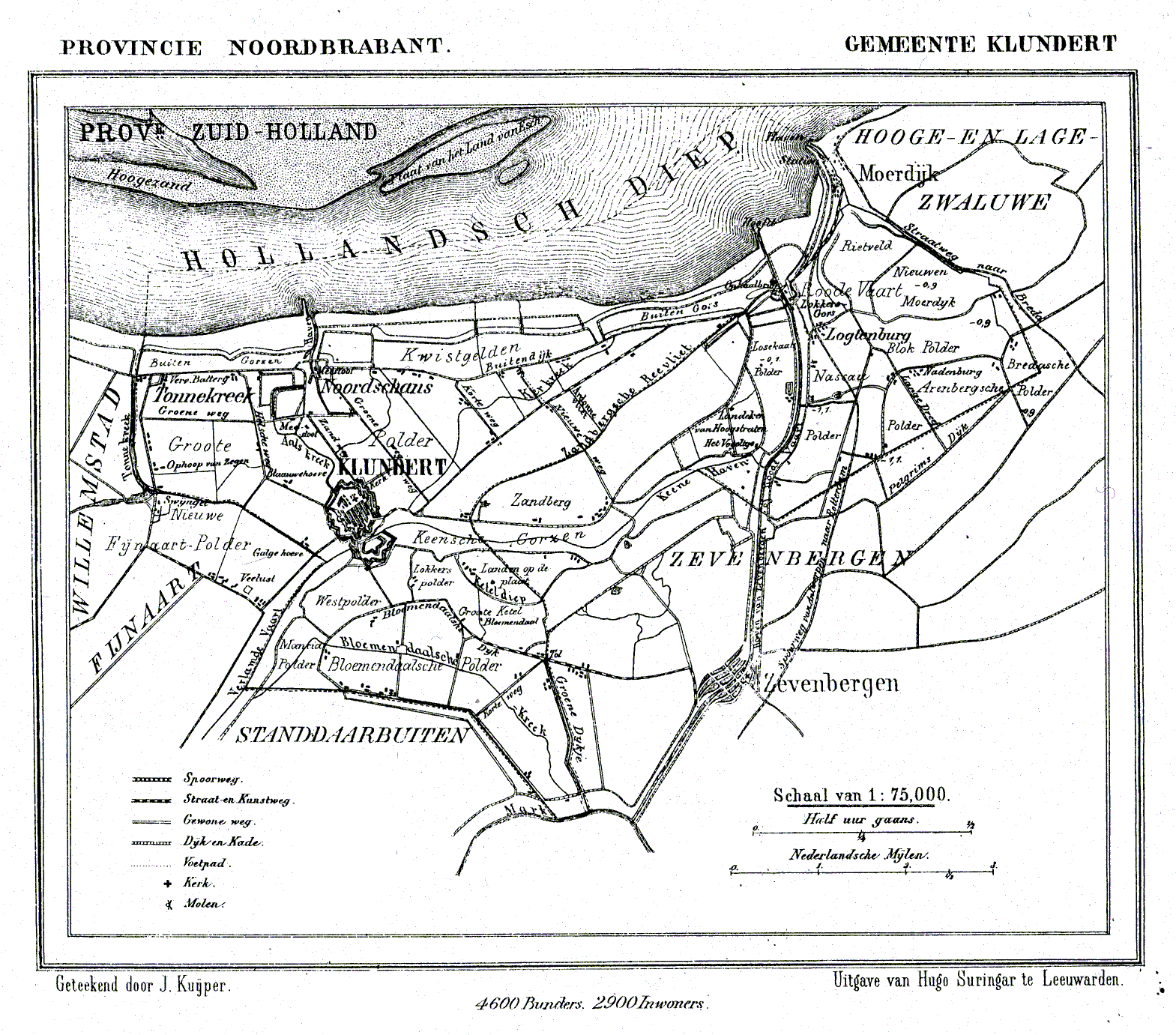
Klundert in 1867

### Centrum

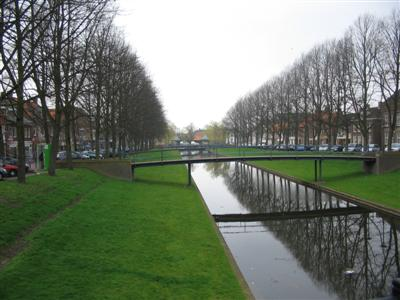
Centrum
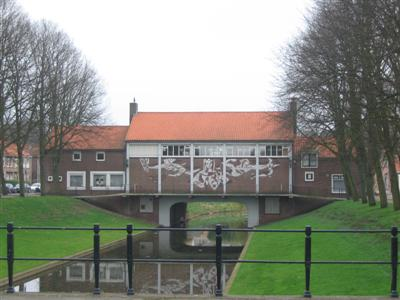
Bibliotheek
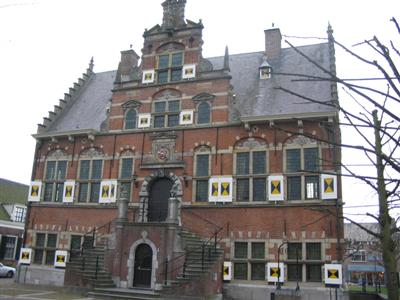
Stadhuis
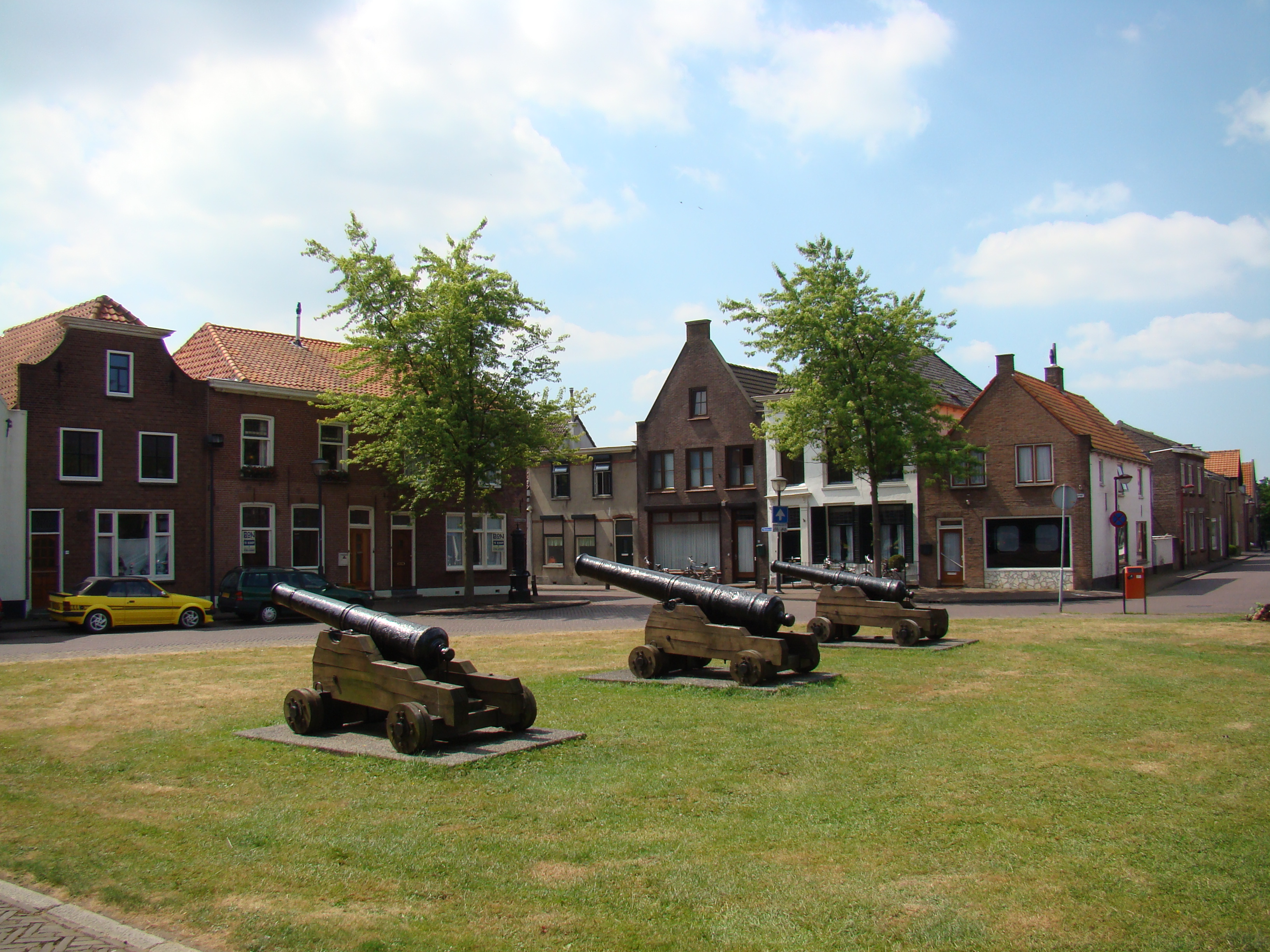
Kanonnen

### Vestingwerken

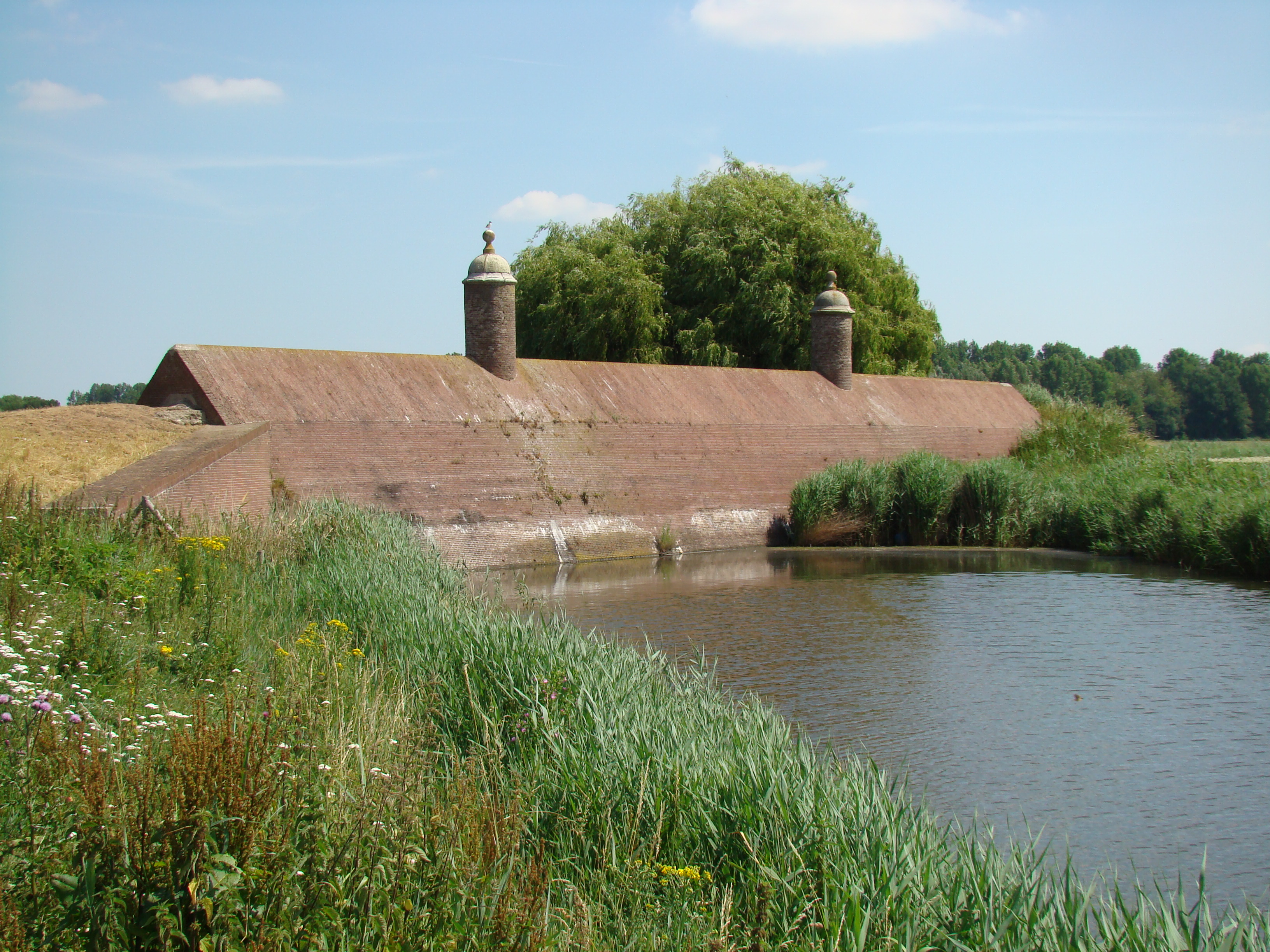
Vestingbeer de Stenen Poppen
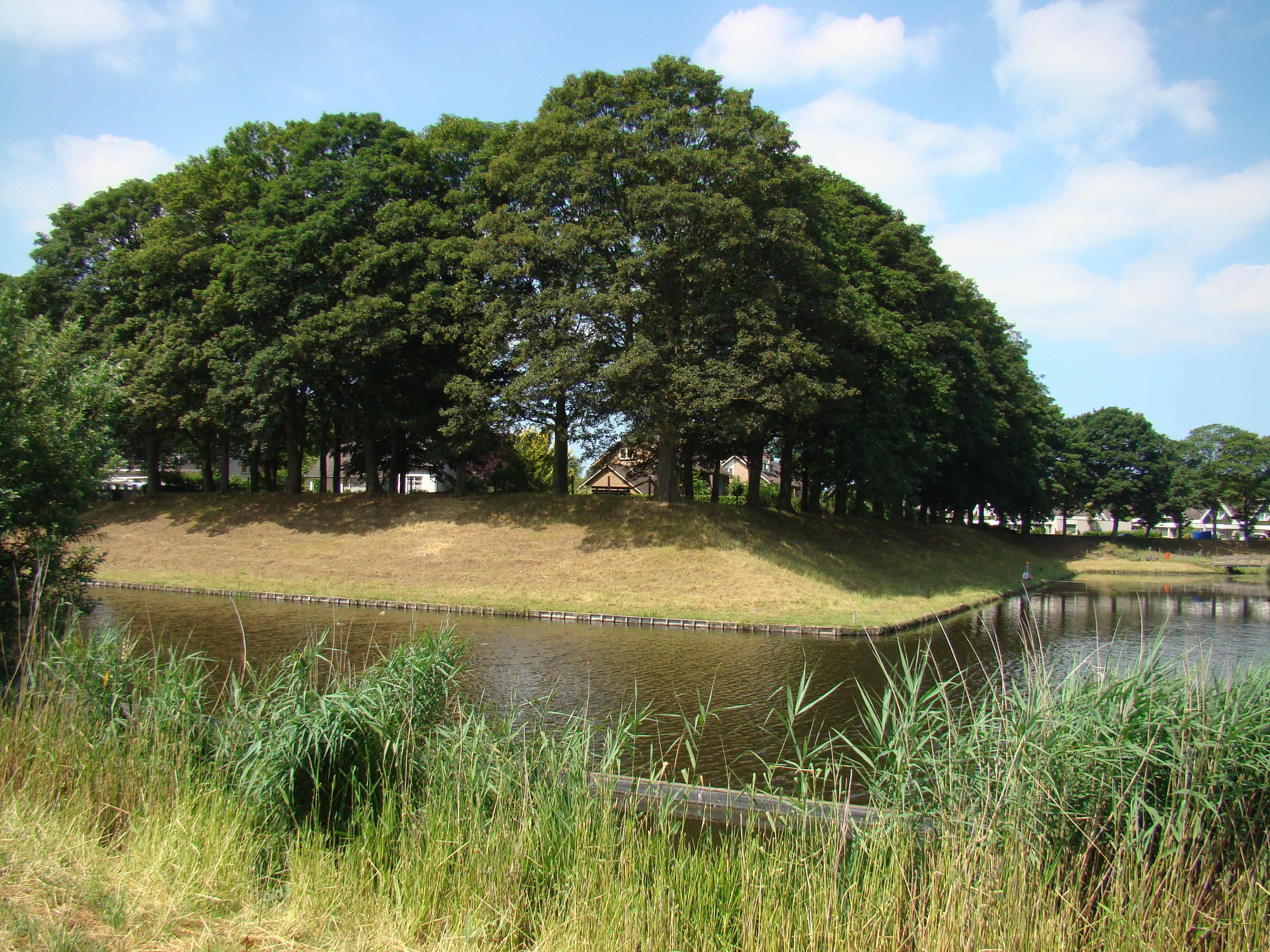
Halfbastion van het kroonwerk
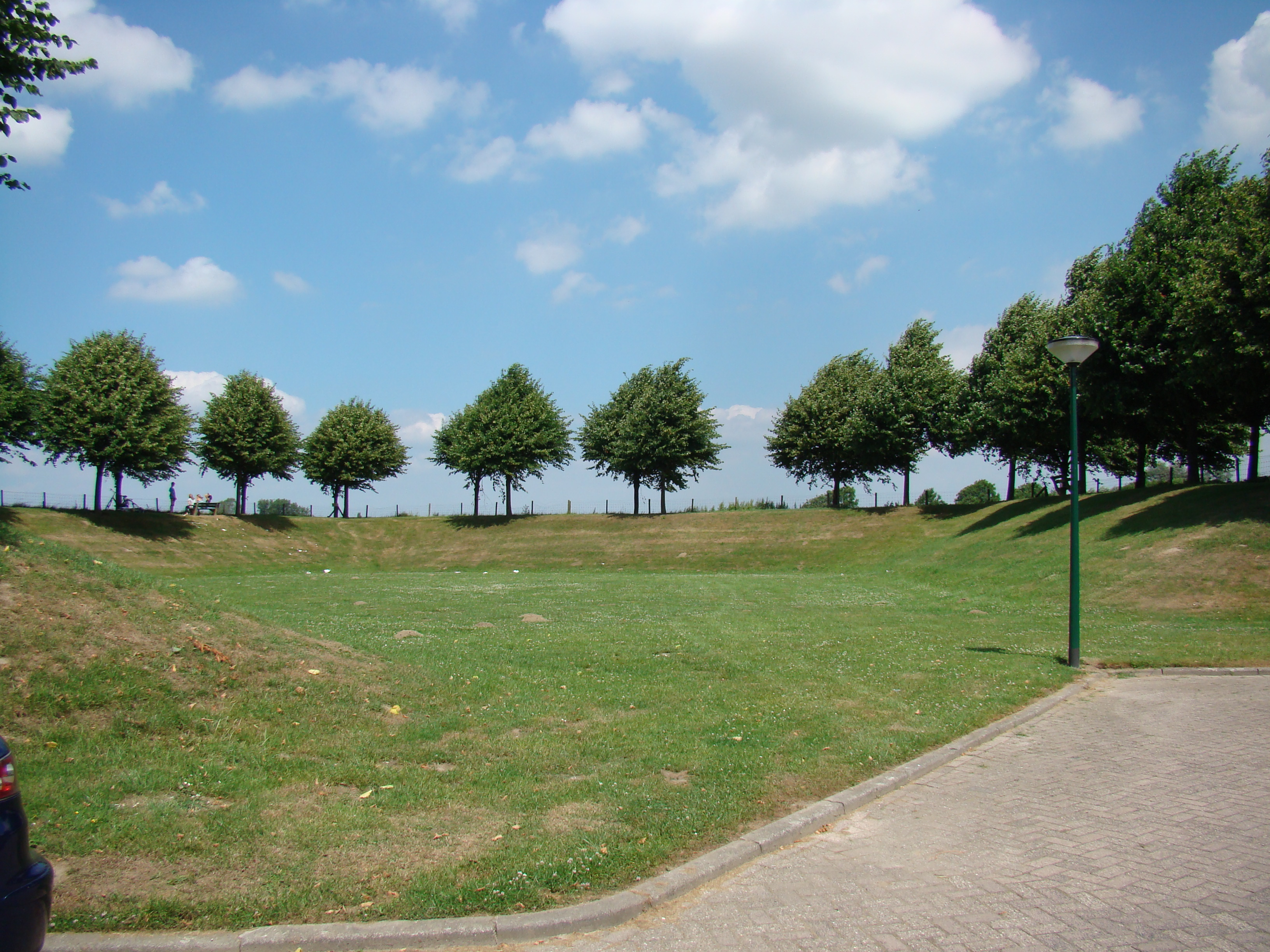
Bastion aan de noordkant
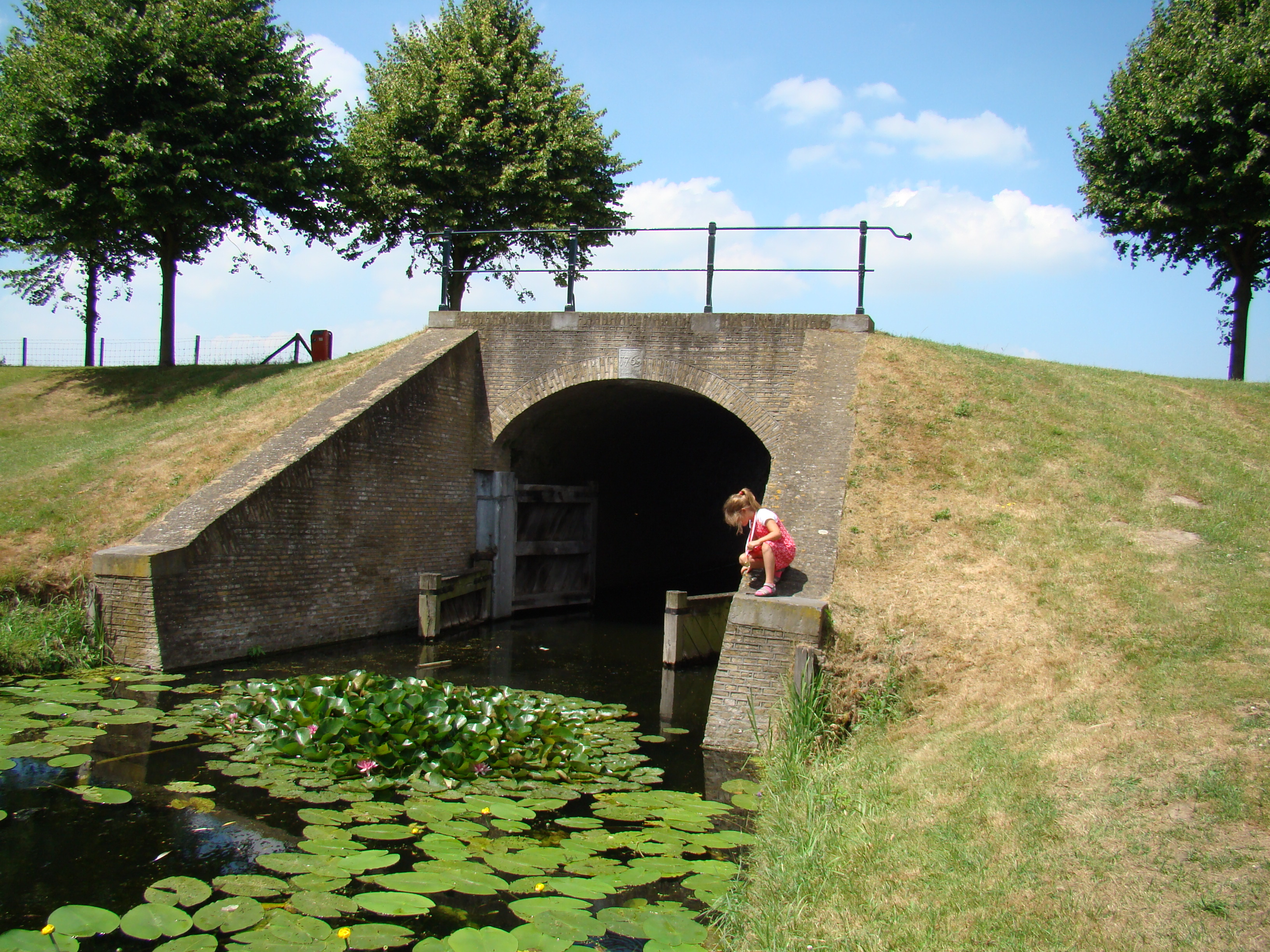
Doorlaat

## Nabijgelegen kernen
Zevenbergen, Noordhoek, Fijnaart, Willemstad